# WarioWare: Do It Yourself
WarioWare: Do It Yourself is een minigamecompilatie, uitgebracht voor de Nintendo DS en ontwikkeld door Nintendo. Het spel werd verdeeld in Europa sinds 30 april 2010.
Het spel sluit aan bij de serie van WarioWare. De speler moet een reeks van minigames tot een goed eind brengen om nieuwe levels vrij te spelen. Hierbij is de mogelijkheid zelf levels te ontwerpen en te bespelen.
Een uitbreiding op het spel is beschikbaar op WiiWare onder de naam WarioWare: Do It Yourself - Showcase.